# Jan Brokoff

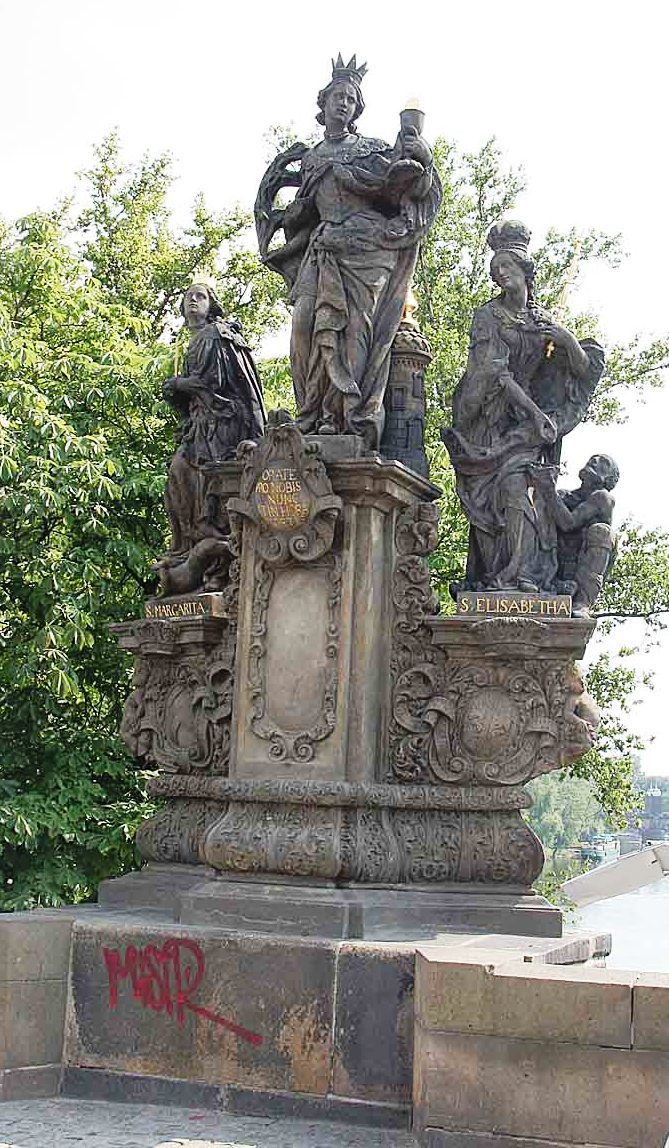

Jan Brokoff (1652 - 1718) foi um escultor alemão, com ascendência cárpato-germânica.